# Cruriraja andamanica
Espèce
Statut de conservation UICN

 DD  : Données insuffisantes
Cruriraja andamanica est une espèce de raies (famille des Rajidae).